# F.C. Sporting Genzano
Football Club Sporting Genzano es un club de fútbol de la asociación italiana ubicado en Genzano di Lucania, Basilicata. Actualmente juega en la Serie D. Sus colores son el blanco y el rojo.

## Historia

### Sporting Genzano de Italia 2004-2005
En 2004 el empresario argentino Ever Marincioni se contactó con colegas italianos y llevó a casi veinte jóvenes argentinos con pasaporte europeo de entre 18 y 23 años a un pueblo para ser parte del Sporting Genzano, un pequeño equipo de la división Eccelenza. Este grupo no paró de ganar partidos, revolucionaron la región de Basilicata y comenzaron a llenar estadios generando 5 mil euros de recaudación, pasando a ser los mimados de ese poblado de seis mil habitantes.
Conformaban las filas del plantel los arqueros Luciano Busso y Matías Tonello (1981); los defensores Matías Gómez (80), Lisandro Greppo (77), Lisandro Guaragna (84), Cristian Landriell (77) e Iván Santibáñez (78); los mediocampistas: Emiliano Buttazzoni (81), Iván Fera (84), Luciano Fera (86), Brian Olocco (79), Gaston Pavoni (82), Ramiro Perez (77), Luciano Rau (81) y Federico Orizzi (85); y los delanteros Martín Cicotello (81), Nicolás Laviano (79) y Luciano Fiorino (80).
Al finalizar la temporada, el objetivo no se cumplió y se quedaron en las puertas del ascenso a la Serie D a dos puntos del Francavilla. El saldo fue de 34 partidos jugadores, 26 ganados, 6 empates y 2 derrotas. Luego de eso, varios buscaron otros rumbos.

## Palmarés
Fue campeón de la Eccellenza Basilicata en los años:
- 2005–06: Sporting Genzano
- 2007–08: Sporting Genzano